# テラピン水陸両用車
テラピン4トン水陸両用車は、第二次世界大戦において、イギリスが製造した水陸両用の装甲輸送車である。本車は1944年のアントワープで初陣を迎え、スヘルデの戦いで大きな活躍をした。
テラピン水陸両用車は、第79機甲師団隷下の英国陸軍王立工兵隊の敵前上陸班に配備され、歩兵連隊部隊（カナダ軍およびイギリス軍）を渡河輸送する用途に使用された。

## 開発経緯

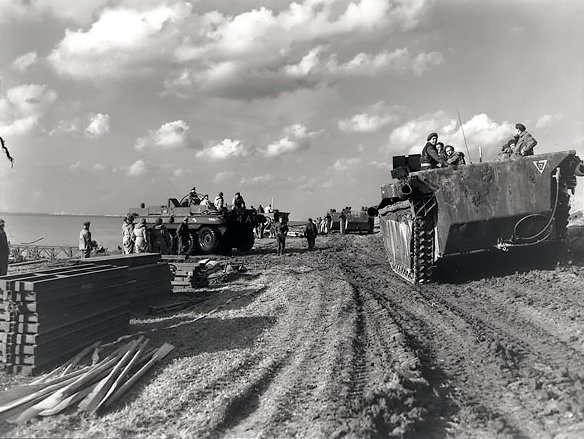
1944年のオランダで撮影されたスヘルデの戦いにおけるテラピン。(写真遠くの左)

イギリス軍はDデイ揚陸作戦に使用する、艦船から海岸まで物資と兵員を輸送するための水陸両用車を必要としていたが、アメリカ製のDUKW(GMC6x6トラックの水陸両用型)は数が不足していた。そこで英国軍需省は、造船会社のソーニクロフト社に対し水陸両用車両を設計するよう依頼した。
500両程度のテラピンMk.Iが、モーリス・モーターカンパニーの商業車部門であるモーリス商業車両社によって製作された。
またMk.Iにあった欠点を改善し、大幅なデザインの変更が加えられたMk.IIは試作段階にまで漕ぎ付けたものの、その時点でもはや需要が無く、生産されることは無かった。

## Mk.Iの設計
浮行用の設計としてボート型の車体を持つ点は他国の水陸両用車両と同様であるが、駆動軸の配置は他に類を見ないもので、最前軸と最後軸が中央の2軸より高い位置にあり、水平な地面では中央の4輪以外の車輪は地面から浮いている設計だった。最前軸のほうが最後軸より高い位置にあった。前方と後方の車輪は、川堤のような傾斜面を登るときや、柔らかい路面で牽引と支持の役割を果たした。また、前後の車輪が浮いていることは、スキッドステア方式のテラピンでは、タイヤの磨耗を減らす効果もあった。渡河時には2機装備されたプロペラで推進された。
テラピンMk.Iは初陣で大きな活躍を見せたが、設計上の問題も多く、作戦中に克服できない重大な欠点を多数抱えていた。
- タイヤ径が大きく、車高が高かった。2.92mという全高は、M4シャーマン中戦車より高いものである。またオープントップでドアがなく、車体を乗り越えて出ようとする兵員は、落ちて怪我をする可能性と敵砲火に長時間さらされる危険性に向かいあわされた。
- テラピンはフォードV8エンジンを2基搭載し、それぞれ車体片側の4輪を駆動する設計だった。ステアリングは装軌車両のようなスキッドステア方式で、レバーで操縦された。この配置は第一次世界大戦中の中戦車であるホイペットで採用され、左右のエンジンの同調などがうまくいかずに大失敗した方式で、同様にテラピンでもうまく機能しなかった。1台のエンジンが故障すると、直進することも非常に難しくなった。
- 積載量こそ4トンであったが、車体中央にエンジンを置いたため貨物室が車体の前後二つに分割されており、大型の大砲や車両のようなかさばる貨物が物理的に積載できなかった。
- 重量の近いDUKWより2倍以上エンジン出力が大きいにもかかわらず、陸上での最高速度が時速24kmと遅かった。水上での速度もDUKWに劣った。
- 喫水が深いため、荒海でオープントップの上部から簡単に浸水した。
- 運転手席が車両の中央部内側にあり、運転手席からの視界が悪かった。貨物室に幌を取り付けるとさらに視界が悪化した。そのため、監視係としてもう一人の搭乗員が運転手の後ろに立ち、方向を指示しなければならなかった。

これらの欠点はテラピンMk.IIの開発計画のすみやかな放棄につながった。そして、アメリカ製のより優秀なDUKWを大量入手できる可能性に見通しがついたことから、テラピンのさらなる発展型は不要となった。

## Mk.IIの設計
この車両は基本設計はMk.Iと同様であるが、視界の改善のため運転手席が前方に移動し、各車軸の間隔を広げた上、前後のオーバーハングも大幅に延長されている。このため延長個所は非常に長く、Mk.Iの7mの全長と比較して、9.4 m長かった。

## 残存車両
イギリスの蒐集家、ケヴィン・フィートクロフトはテラピンMk.Iの持ち主になったことで知られる。また、オーストラリアの蒐集家ジョン・ベルフォードもテラピンの残骸を所有する。この車両はオリジナルのオーストラリア登録番号149391（ARN）をまだつけている。

## Notes
1. 1 2 3 4 5  Brissette, Richard and Bannerman, Mark: "The Terrapin", Military Modelling Magazine, 29 Feb 2008, page 60.